# Jannik Looschen
Jannik Looschen (* 19. März 1997) ist ein deutscher Fußballspieler.

## Karriere
Er begann mit dem Fußballspielen in der Jugendabteilung des SV Olympia Laxten. Im Sommer 2016 wurde er dort in den Kader der Seniorenmannschaft in die Bezirksliga Weser-Ems Gruppe 3 aufgenommen. Im Winter 2018 schloss er sich ligaintern der 2. Mannschaft des SV Meppen an. Bereits im Sommer 2018 erfolgte ein weiterer ligainterner Wechsel zum ASV Altenlingen. Nach eineinhalb Spielzeiten schloss er sich im Winter 2020 ligaintern wieder der 2. Mannschaft der Meppener an.
Aufgrund eines Corona-Ausbruchs in der 1. Mannschaft kam er an seinem 25. Geburtstag, dem 19. März 2022, dem 31. Spieltag, beim 0:0-Auswärts-Unentschieden gegen den 1. FC Magdeburg zu seinem Profidebüt in der 3. Liga, bei dem er in der 88. Spielminute für Luka Tankulic eingewechselt wurde.